# Elecciones legislativas de Francia de 1973
Las elecciones legislativas en Francia de la quinta legislatura de la Quinta República se desarrollaron los días domingo 4 y domingo 11 de marzo de 1973.

## Resultados
| Partidos y Coaliciones                                       | Partidos y Coaliciones | Partidos y Coaliciones | Primera Vuelta | Primera Vuelta | Segunda Vuelta | Segunda Vuelta | Escaños             |
| Partidos y Coaliciones                                       | Partidos y Coaliciones | Partidos y Coaliciones | Votos          | %              | Votos          | %              | Escaños             |
| ------------------------------------------------------------ | --- | ---------------------- | -------------- | -------------- | -------------- | -------------- | ------------------- |
|                                                              | Unión de Republicanos por el Progreso (Union des républicains de progrès) - Unión de Demócratas por la República (Union des démocrates pour la République) - Republicanos Independientes (Républicains indépendants) - Centro, Democracia y Progreso (Centre, démocratie et progrès) | URP                    | 8.242.661      | 34,68          | 10.701.135     | 45,62          | 272 - 183 - 55 - 34 |
|                                                              | Movimiento de Reforma (Mouvement réformateur) | MR                     | 2.979.781      | 12,54          | 1.631.978      | 6,96           | 30                  |
|                                                              | Mayoría Presidencial (Majorité présidentielle) | MAJ                    | 784.735        | 3.30           | 337.399        | 1.44           | 12                  |
|                                                              | Otros partidos de derecha | DVD                    | 671.505        | 2,83           | 21.053         | 0,09           | 0                   |
| Total Derecha ("Mayoría Presidencial" y MR)                  | Total Derecha ("Mayoría Presidencial" y MR) |                        | 12.678.682     | 53,34          | 12.691.565     | 54,11          | 314                 |
|                                                              | Partido Comunista Francés (Parti communiste français) | PCF                    | 5.085.108      | 21,39          | 4.893.876      | 20,86          | 73                  |
|                                                              | Partido Socialista (Parti socialiste) - Movimiento Radical de Izquierdas (Mouvement de la gauche radicale-socialiste) | PS-MRG                 | 4.559.241      | 19,18          | 5.564.610      | 23,72          | 102                 |
|                                                              | Partido Socialista Unificado (Parti socialiste unifié) | PSU                    | 778.195        | 3,27           | 114.540        | 0,49           | 1                   |
|                                                              | Otros partidos de izquierda | DVG                    | 668.100        | 2,81           | 191.441        | 0,82           | 0                   |
| Total "Unión de la Izquierda"                                | Total "Unión de la Izquierda" |                        | 11.090.644     | 46,66          | 10.764.467     | 45,89          | 176                 |
|                                                              | Total |                        | 23.769.326     | 100,00         | 23.456.032     | 100,00         | 488                 |
| Abstención: 18.76% (Primera Vuelta); 18.11% (Segunda Vuelta) | |                        |                |                |                |                |                     |

- Datos: Q2563616